# Гватемала на летних Олимпийских играх 1952
Гватемала принимала участие в Летних Олимпийских играх 1952 года в Хельсинки впервые в истории, но не завоевала ни одной медали. Делегация состояла из 21 спортсмена.

## Результаты

### Борьба
Спортсменов — 3
Участники: Освальдо Джонстон, Марко Антонио Жирон, Аристидес Перес

### Велоспорт
Спортсменов — 5
| Спортсмен                                                        | Дисциплина                      | Место                              |
| ---------------------------------------------------------------- | ------------------------------- | ---------------------------------- |
| Густаво Мартинес                                                 | спринт                          | 4-е место в предварительном раунде |
| Густаво Мартинес                                                 | гит, 1000 м                     | 24                                 |
| Армандо Кастильо Фернандо Марругин Карлос Сандоваль Хуан Монтойя | командное преследование, 4000 м | 21                                 |

### Лёгкая атлетика
Спортсменов — 6
Мужчины
| Спортсмен           | Дисциплина | Место                              |
| ------------------- | ---------- | ---------------------------------- |
| Хосе Хулио Барильяс | 100 м      | 7-е место в предварительном раунде |
| Хосе Хулио Барильяс | 200 м      | 5-е место в предварительном раунде |
| Жермен Стоукс       | 400 м      | 6-е место в предварительном раунде |
| Викторио Соларес    | 800 м      | 7-е место в предварительном раунде |
| Викторио Соларес    | 3000 м с/п | DNF                                |
| Луис Веласкес       | 100000 м   | 31                                 |
| Луис Веласкес       | марафон    | DNF                                |
| Доротео Флорес      | марафон    | 22                                 |

Женщины
| Спортсменка    | Дисциплина | Место                              |
| -------------- | ---------- | ---------------------------------- |
| Гравиола Ивинг | 100 м      | 4-е место в предварительном раунде |
| Гравиола Ивинг | 200 м      | 5-е место в предварительном раунде |

### Плавание
Спортсменов — 1
| Спортсмен    | Дисциплина | Место                               |
| ------------ | ---------- | ----------------------------------- |
| Хосе Вальдес | 100 м в/с  | 6-е место в предварительном заплыве |

### Стрельба
Спортсменов — 3
| Спортсмен           | Дисциплина                   | Место |
| ------------------- | ---------------------------- | ----- |
| Хосе Гомес          | скоростной пистолет, 25 м    | 32    |
| Франциско Сандоваль | скоростной пистолет, 25 м    | 49    |
| Франциско Сандоваль | пистолет, 50 м               | 9     |
| Альфредо Мури       | винтовка, три позиции, 300 м | 32    |
| Хосе Гомес          | винтовка, 50 м               | 30    |
| Альфредо Мури       | винтовка, 50 м               | 45    |

### Фехтование
Спортсменов — 3
Все спортсмены Гватемалы завершили выступления после первого раунда
Сабля: Эдуардо Лопес
Рапира: Рубен Соберон, Антонио Чокано, Эдуардо Лопес
Шпага: Рубен Соберон, Эдуардо Лопес